# Самоотверженность
Самоотве́рженность — психологическое, социальное и морально-политическое качество личности, которое выражается в способности к подчинению своих интересов и жертвованию ими (вплоть до жертвы собственной жизнью) для блага других.
Самоотверженность основывается на понимании индивидуумом личной ответственности, чувствах товарищества и дружбы, а также на его политической сознательности, патриотизме и уверенности в справедливости целей, ради которых приносятся в жертву личные интересы.
Самоотверженность — одно из важных морально-психологических качеств для военнослужащего. В условиях боевых действий она проявляется в его способности преодолеть страх, уверенности, активности и настойчивости действий, готовности сознательно пожертвовать собственной жизнью ради выполнения задачи или спасения жизней товарищей.
Ярким примером массовой самоотверженности, равно как и героизма, являются действия Воинов Рабоче-Крестьянской Красной Армии и советских мирных жителей в борьбе с нацистской Германией во время Великой Отечественной войны.